# 184 км (платформа, Придніпровська залізниця, Самар)
184 кілометр — пасажирська зупинна залізнична платформа Дніпровської дирекції Придніпровської залізниці на електрифікованій лінії Самар-Дніпровський — Нижньодніпровськ-Вузол між станціями Самарівка (7 км) та Самар-Дніпровський (8 км). Розташована на сході міста Підгородне Дніпровського району Дніпропетровської області.

## Пасажирське сполучення
На платформі 184 км приміські поїзди не зупиняються.